# Microthamnion
Microthamnion ist eine Algengattung aus der Klasse der Trebouxiophyceae.

## Beschreibung
Microthamnion bildet reich verzweigte, einzellreihige Fäden mit einem Durchmesser von 1,5 bis 5 µm und abgerundeten Enden. Die zylindrischen Zellen besitzen einen Zellkern und einen wandständigen, bandförmigen, olivgrünen Chloroplasten, der keine Pyrenoiden enthält. Die Fadenverbände sind sehr klein, nicht wesentlich über 1 mm.

## Fortpflanzung
Die ungeschlechtliche Vermehrung erfolgt durch die Bildung von zweigeißeligen Zoosporen; je zwei pro Zelle. Es kann auch zu Fadenzerfall kommen.
Geschlechtliche Fortpflanzung ist nicht bekannt.

## Verbreitung
Microthamnion lebt im Phytoplankton oligo- und mesotropher Seen, auch auf Steinen, Holz und Wasserpflanzen in sauberen stehenden und fließenden Gewässern.

## Arten (Auswahl)
- Microthamnion elegans
- Microthamnion kuetzingianum
- Microthamnion vexator